# Samurai Shodown
Samurai Shodown, được gọi là Samurai Spirits tại Nhật Bản, là một trò chơi đối kháng được sản xuất bởi SNK vào năm 1993. Trái ngược với những trò chơi đối kháng khác, khi mà chúng được hình thành trong thời hiện đại và tập trung chủ yếu vào trận đánh "hand-to-hand", Samurai Shodown được tạo thành dựa trên thời phong kiến Nhật Bản (tương tự như Shogun Warriors của Kaneko) và là một trong những trò chơi đối kháng đầu tiên tập trung chủ yếu vào trận đánh có cơ sở là vũ khí sau thành công của hãng Capcom với trò chơi Street Fighter II.

## Gameplay của trò chơi
Trò chơi lấy bối cảnh vào cuối thế kỉ 18 và tất cả các nhân vật của trò chơi đều sử dụng vũ khí. Trò chơi sử dụng âm nhạc của chính thời kì đó, dễ thấy trong trò chơi là âm thanh của những nhạc cụ truyền thống của Nhật Bản như shakuhachi và shamisen. Với việc sử dụng nhiều vũ khí là kiếm, trò chơi cũng có nhiều cảnh máu me.
Trò chơi nhanh chóng trở nên có tiếng tăm trong những bước đi đầu tiên, chủ yếu là ở tốc độ nhanh và những đòn tấn công mạnh mẽ. Để làm nổi bật nét độc đáo của trò chơi, những pha hành động chậm đã được thêm vào để làm tăng sự thiệt hại cho đối phương từ những đòn đánh khó. Trong suốt trận đấu, một trọng tài sẽ cầm các lá cờ tương ứng với từng người chơi (người chơi 1 là cờ trắng, người chơi 2 là cờ đỏ). Khi một người chơi tung ra được một cú đánh, trọng tài sẽ giơ lá cờ tương ứng để cho mọi người biết rằng ai là người tung ra cú đánh. Để hạn chế sự lặp lại của các cú đánh, một người chạy ở phía sau sẽ ném các thứ như con gà hoặc bom, có thể làm thay đổi kết quả trận đấu.

## Các nhân vật
Các nhân vật có thể được chơi bao gồm:
- Haohmaru: người anh hùng chính, một samurai không còn chủ tướng đi du hành để nâng cao kiếm thuật và tinh thần võ sĩ đạo của mình.
- Nakoruru: là một vu nữ Ainu, người chiến đấu để bảo vệ mẹ thiên nhiên.
- Ukyo Tachibana: một tay kiếm ốm đau đi tìm bông hoa hoàn hảo cho người yêu, Kei.
- Wan-fu: một sức mạnh tổng hợp từ nhà Thanh trên đường tuyển mộ những chiến binh mạnh mẽ phục vụ cho sự thống nhất Trung Hoa.
- Tam Tam: một người hùng Maya nổi danh từ México (hay là "Green Hell" trong trò chơi), chiến đấu để lấy lại giả tượng thần thánh, viên đá Palenke.
- Charlotte Christine Colde: một người phụ nữ đánh kiếm quý phái đến từ Versailles, chiến đấu để cứu lấy đất nước của cô từ tay của Amakusa.
- Galford D.Weller: một thủy thủ người Mỹ trở thành ninja và chiến đấu nhân danh công lý.
- Kyoshiro Senryo: người biểu diễn ca vũ kỹ lừng danh với mong muốn củng cố những bước nhảy múa thông qua việc chơi kiếm.
- Earthquake: là một ninja người Mỹ và một tên cướp xu nịnh, muốn cướp tất cả các của báu trên thế giới.
- Hanzo Hattori: ninja phục vụ Tokugawa Ieyasu. Nhân vật hư cấu chiến đấu để cứu người con trai của mình, Shinzo.
- Jubei Yagyu: giống như các tính toán hư cấu khác, một samurai không còn chủ tướng được che giấu bởi Mạc chúa để hành hình một con quỷ. (Lấy cảm hứng từ Yagyū Jūbei)
- Genan Shiranui: một thành viên lập dị của thị tộc Shiranui, đấu tranh để làm cho mình thêm độc ác.
- Shiro Tokisada Amakusa: trùm cuối và là kẻ hung ác của trò chơi, trong vai hư cấu, nhân vật này được làm sống lại sau khi bị con quỷ giết chết, Ambrosia. Bởi hiệp ước với con quỷ, ông ta muốn làm Ambrosia sống lại để tiêu diệt thế giới.
- Kuroko: nhân vật riêng biệt dành cho Game Boy. Ông là trọng tài, là người thừa nhận người chiến thắng của trận đấu, trong Game Boy ông sử dụng các thanh kiếm dưới dạng lá cờ để làm vũ khí của mình. Ông không được điều khiển cho đến khi ông ta bắt chước chuyển động của một vài chiến binh trong những trò chơi khác của SNK. Chỉ ở Game Boy ông mới có những động tác nguyên bản của mình.
- Hikyaku: nhân vật riêng biệt dành cho Game Boy. Dưới sự ép buộc của Amakusa, ông ta là người chạy ở phía sau đài thi đấu và phá vỡ những đòn đánh của người chơi.[1]

## Sự tiếp nhận
Trong tờ tạp chí Gamest phát hành tháng 2 năm 1994 tại Nhật Bản, Samurai Spirits được trao giải trò chơi hay nhất năm 1993 trong giải Seventh Annual Gamest Grand Prize, trở thành trò chơi đầu tiên chiến thắng hạng mục trò chơi đối kháng hay nhất (Street Fighter II Dash, Trò Chơi Của Năm của năm ngoái, đã chiến thắng ở hạng mục trò chơi hành động hay nhất). Samurai Spirits đứng thứ nhất trong các hạng mục VGM tốt nhất, album hay nhất và điều khiển tốt nhất, đứng thứ 2 trong hạng mục đồ họa tốt nhất. Trong danh sách những nhân vật hay nhất, Nakoruru đứng ở vị trí số 1, Haohmaru đứng thứ 6, Jubei Yagyu đứng thứ 8, liên kết giữa Ukyo Tachibana, Galford và Poppy đứng thứ 11, Charlotte đứng thứ 16, Kuroko thứ 18, Tam Tam và Hanzo Hattori liên kết với nhau ở vị trí thứ 22, Gen-an Shiranui đứng thứ 29 và Wan-Fu liên kết với 5 nhân vật khác đứng thứ 45.
Samurai Shodown giành được nhiều giải thưởng từ Electronic Gaming Monthly vào năm 1993 nhiều thành công, bao gồm trò chơi Neo-Geo hay nhất, trò chơi đối kháng hay nhất và trò chơi của năm.